# I Fought the Law
«I Fought the Law» — песня, написанная в 1958 году Сонни Кертисом. В 1959 году он вошёл в состав группы Crickets, заменив в ней на гитаре погибшего Бадди Холли. Сначала была издана этой группой на альбоме 1960 года In Style with the Crickets, а в следующем году была на стороне Б их сингла «A Sweet Love». По радио песню вообще не играли.
В 1962 году песню записал Пол Стефен и группа «Royal Lancers» из Милуоки. Песня стала региональным хитом, но в национальные американские чарты не попала.
В 1965 году песню записал со своей группой Бобби Фуллер. Он издал её на собственном лейбле Exeter (находившемся в Эль-Пасо). Это работа подкрепила группу в статусе местной знаменитости в западном Техасе; она стала одним из их самых больших региональных хитов.
В 1969 году свою версию записал Сэмми Мастерс.

## Версия Bobby Fuller Four
| Оценки критиков | Оценки критиков |
| Источник        | Оценка          |
| --------------- | --------------- |
| AllMusic        | Без оценки      |

Позже Бобби Фуллер решил перейти в мейджор лейбл (Del-Fi Records, подлейбл лейбла Mustang Records). Там они стали выпускать записи под именем Bobby Fuller Four. У группы были небольшие хиты, а впервые она попала в первую десятку в США в 1966 году как раз с песней «I Fought the Law», которую они на новом лейбле перезаписали дважды (для сингла и для альбома).
В 2004 году журнал Rolling Stone поместил песню «I Fought the Law» в исполнении группы The Bobby Fuller Four на 175-е место своего списка «500 величайших песен всех времён». В списке 2011 года песня находилась на 177-м месте.
В 2014 году британский музыкальный журнал New Musical Express поместил «I Fought the Law» в исполнении The Bobby Fuller Four на 441-е место уже своего списка «500 величайших песен всех времён».
В 2015 году сингл с этой песней в исполнении Бобби Фуллера был принят в Зал славы премии «Грэмми». Кроме того, песня в его исполнении входит в составленный Залом славы рок-н-ролла список 500 Songs That Shaped Rock and Roll.

### Чарты
| Чарт (1966)              | Место |
| ------------------------ | ----- |
| Канада (RPM Top Singles) | 11    |
| США (Billboard Hot 100)  | 9     |

## Версия группы Clash
В 1978 году свою версию записала британская группа Clash.

### Чарты
| Издание | Год  | Чарт                               | Место |
| ------- | ---- | ---------------------------------- | ----- |
| 1-е     | 1979 | Ирландия (Irish Singles Chart)     | 24    |
| 2-е     | 1988 | Новая Зеландия (Recorded Music NZ) | 17    |
| 2-е     | 1988 | Великобритания (OCC UK Singles)    | 29    |

## Версия Хэнка Уильямса-младшего
Также в 1978 году свою версию записал американский кантри-музыкант Хэнк Уильямс младший. Она была сначала издана на его альбоме 1979 года Family Tradition, а позже в том же году вышла как первый сингл с него. Она стала умеренно популярна, добравшись до 15-го места в кантри-чарте «Билборда». Это был первый сингл Уильямся за последние 4 года, попавший в топ-15.

### Чарты
| Чарт (1978)                                  | Место |
| -------------------------------------------- | ----- |
| США (Billboard Hot Country Singles & Tracks) | 15    |